# Heterospilus anobiidivorus
Heterospilus anobiidivorus är en stekelart som beskrevs av Muesebeck 1939. Heterospilus anobiidivorus ingår i släktet Heterospilus och familjen bracksteklar. Inga underarter finns listade i Catalogue of Life.